# Бардіна Василіса Олексіївна
Бардіна Василіса Олексіївна (нар. 30 листопада 1987) — колишня російська тенісистка.
Найвищу одиночну позицію світового рейтингу — 48 місце досягла 15 січня 2007, парну — 117 місце — 25 червня 2007 року.
Здобула 3 одиночні та 3 парні титули туру ITF.
Завершила кар'єру 2012 року.

## Фінали турнірів WTA

### Одиночний розряд: 1 (0-1)
| Перемога — Легенда                  |
| ----------------------------------- |
| Турніри Великого шолома (0–0)       |
| Турніри Туру WTA (0–0)              |
| Premier Mandatory & Premier 5 (0–0) |
| Premier (0–0)                       |
| International (0–1)                 |

| Результат | W–L | Дата     | Турнір                          | Покриття | Суперниця       | Рахунок       |
| --------- | --- | -------- | ------------------------------- | -------- | --------------- | ------------- |
| Поразка   | 0–1 | Січ 2007 | Hobart International, Австралія | Тверде   | Анна Чакветадзе | 3–6, 6–7(3–7) |

## Фінали ITF

### Одиночний розряд 8 (3–5)
| Легенда          |
| ---------------- |
| турніри $100,000 |
| турніри $75,000  |
| турніри $50,000  |
| турніри $25,000  |
| турніри $10,000  |

| Результат | Ранг | Дата           | Турнір                   | Покриття | Суперниця            | Рахунок            |
| --------- | ---- | -------------- | ------------------------ | -------- | -------------------- | ------------------ |
| Поразка   | 1.   | 27 червня 2004 | Протвіно, Росія          | Тверде   | Олена Чалова         | 2–6, 1–6           |
| Перемога  | 2.   | 30 жовтня 2004 | Лагос, Нігерія           | Тверде   | Дженніфер Шмідт      | 6–1, 6–3           |
| Поразка   | 3.   | 28 серпня 2005 | Москва, Росія            | Ґрунт    | Аліса Клейбанова     | 2–6, 2–6           |
| Поразка   | 4.   | 4 вересня 2005 | Балашиха, Росія          | Ґрунт    | Алла Кудрявцева      | 6–2, 5–7, 4–6      |
| Поразка   | 5.   | 15 січня 2006  | Тампа, США               | Тверде   | Тіффані Дабек        | 7–5, 6–7(3–7), 3–6 |
| Поразка   | 6.   | 12 лютого 2006 | Мідленд (Мічиган), США   | Тверде   | Марія Емілія Салерні | 3–6, 6–3, 4–6      |
| Перемога  | 7.   | 9 квітня 2006  | Пелам (Алабама), США     | Ґрунт    | Анда Перяну          | 6–1, 6–4           |
| Перемога  | 8.   | 16 квітня 2006 | Джексон (Міссісіпі), США | Ґрунт    | Стефані Дюбуа        | 4–6, 6–2, 6–0      |

### Парний розряд 5 (3–2)
| Легенда          |
| ---------------- |
| турніри $100,000 |
| турніри $75,000  |
| турніри $50,000  |
| турніри $25,000  |
| турніри $10,000  |

| Результат | Ранг | Дата            | Турнір                                     | Покриття | Партнерка        | Суперниці                          | Рахунок          |
| --------- | ---- | --------------- | ------------------------------------------ | -------- | ---------------- | ---------------------------------- | ---------------- |
| Перемога  | 1.   | 21 вересня 2003 | Sidi Fredj, Алжир                          | Ґрунт    | Ева Валкова      | Ліза Віплав Дженніфер Шмідт        | 7–5, 6–2         |
| Перемога  | 2.   | 27 червня 2004  | Протвіно, Росія                            | Тверде   | Юлія Єфремова    | Марія Гугель Олена Чалова          | 6–3, 6–2         |
| Поразка   | 3.   | 4 липня 2004    | Красноармійськ (Московська область), Росія | Тверде   | Юлія Єфремова    | Катерина Бичкова Василіса Давидова | 6–7(4–7), 0–6    |
| Поразка   | 4.   | 10 липня 2005   | Дармштадт, Німеччина                       | Ґрунт    | Ярослава Шведова | Ванесса Генке Лаура Зігемунд       | 4–6, 2–6         |
| Перемога  | 5.   | 25 березня 2006 | Реддінг (Каліфорнія), США                  | Тверде   | Аша Ролле        | Олена Балтача Євгенія Савранська   | 7–5, 3–6, [8–10] |